# Nisaetus
A Nisaetus a madarak osztályának a vágómadár-alakúak (Accipitriformes) rendjébe, a vágómadárfélék (Accipitridae) családjába tartozó nem. Korábban a Spizaetus nembe sorolták, ezeket a fajokat is.

## Rendszerezésük
A nemet Brian Houghton Hodgson írta le 1836-ban, az alábbi fajok tartoznak ide:
- indiai vitézsas (Nisaetus keleartii)
- celebeszi vitézsas (Nisaetus lanceolatus)
- mindanaói vitézsas (Nisaetus pinskeri)
- bengáli vitézsas (Nisaetus cirrhatus)
- Fülöp-szigeteki vitézsas (Nisaetus philippensis)
- szumátrai vitézsas (Nisaetus nanus)
- hegyi vitézsas (Nisaetus nipalensis)
- maláj vitézsas (Nisaetus alboniger)
- jávai vitézsas (Nisaetus bartelsi)
- floresi vitézsas (Nisaetus floris)[2]

## Előfordulásuk
Dél-Ázsia és Délkelet-Ázsia területén honosak. Természetes élőhelyeik a mérsékelt övi erdők, szubtrópusi és trópusi síkvidéki és hegyi esőerdők. Állandó, nem vonuló fajok.

## Megjelenésük
Testhosszuk 58-86 centiméter körüli.